# Cirurgia fetal endoscópica

## Cirurgia fetal endoscópica ou fetoscopia
A cirurgia fetal endoscópica ou fetoscopia é um técnica de cirurgia fetal minimamente invasiva que associa a ultra-sonografia e a videolaparoscopia para se visualizar e operar diretamente o feto, sem abrir o útero da mãe.  As aplicações da fetoscopia têm sido bastante ampliadas nos últimos anos e várias doenças já podem ser tratadas através desta nova técnica.

## Doenças que podem ser tratadas porfetoscopia

### Complicações da gestação de gêmeos idênticos

#### Síndrome de transfusão feto-fetal(STFF ou TOPS)
Gêmeos idênticos trocam sangue entre si e pode ser necessário separar, as conexões placentárias responsáveis pela troca. Sem terapia, os casos graves tem 10% de chance de sobreviver, com a terapia através da coagulação a laser dos vasos comunicantes na superfície da placenta a sobrevida de pelo menos um feto chega a 80%.

#### Feto acárdico ou transfusão arterial reversa(TRAP)
Numa gravidez de gêmeos idênticos um deles pode apresentar uma mal-formação grave (incompatível com a vida) denominada feto acádico. O gêmeo normal acaba bombeando sangue para si mesmo e para o feto acárdico, correndo o risco de uma sobrecarga do seu coração que pode levar à morte. A cirurgia endoscópica fetal interrompendo através do laser a circulação de sangue para o feto acárdico parece ser o método mais seguro para fazer cessar a transfusão.
Outras complicações das gestações de gêmeos idênticos passaram a ser reconhecidas e hoje são passiveis de terapia através de fetoscopia

#### Sequencia anemia-policitemia (TAPS)
Quando a troca de sangue entre os gêmeos não é suficiente para causar desequilíbrio circulatório como na STFF ou TOPS, porém tem risco de complicações graves.

#### CIUR isolado na monocoriônica
Quando um dos gêmeos não cresce adequadamente, crescimento intra-uterino retardado (CIUR), ele pode colocar o outro em risco e a fetoscopia pode ser indicada para evitar estes riscos.

### Hérnia diafragmática congênita
Quando o diafragma (membrana que separa o tórax do abdome) não se fecha, os intestinos, o estômago e o fígado podem “subir” para o tórax do feto comprimindo seus pulmões. Esta compressão pode comprometer o desenvolvimento pulmonar, levando a problemas respiratórios no momento do nascimento. Nos casos mais graves, pode ser indicada a cirurgia endoscópica fetal com o objetivo de melhorar o desenvolvimento pulmonar, através da colocação de um “balão” na traquéia do feto. Os pulmões produzem líquido na vida intra-uterina e o balão funcionará como uma “rolha” que retendo este líquido dentro do pulmão, fará o volume pulmonar aumentar. A correção definitiva do defeito no diafragma será feita somente após o nascimento.

### Teratomasacrococcígeo e tumor gigante de pescoço
Teratomas são tumores geralmente benignos que aparecem na região sacral (entre as nádegas) fetal ou na região do pescoço do feto que, na maioria das vezes, será operado apenas depois do nascimento. Em algumas situações, eles podem apresentar um crescimento muito rápido, chegando a atingir o mesmo peso do feto. Quando o tumor cresce muito, pode ocorrer uma sobrecarga do coração fetal, que passa a bombear sangue para si e para o tumor. A cirurgia fetal endoscópica, através da utilização do laser, pode coagular os vasos do tumor, reduzindo sua velocidade de crescimento, poupando o coração fetal.

### Corioangioma placentário
Corioangioma é um tumor geralmente benigno que cresce na placenta “disputando” com o feto pelo suprimento sanguíneo. Em algumas situações, ele pode apresentar um crescimento muito rápido, podendo levar a um edema generalizado do feto por sobrecarga do seu coração, pois ele passa a “bombear” sangue para si e para o tumor. A fetoscopia com laser, pode coagular os vasos que alimentam o tumor, pode fazer o seu crescimento cessar, poupando o bebê.

### Brida amniótica
A brida amniótica ocorre quando a membrana que reveste internamente a "bolsa das águas" (membrana amniótica) se rompe “aprisionando” um membro ou parte fetal. Isto pode levar a deformidades das mãos e pés, estreitamentos e, em casos mais graves, até à amputação da parte fetal aprisionada. Nos casos de estreitamento do membro, quando se julga que a amputação é iminente, uma alternativa possível é “cortar” a membrana responsável pelo estreitamento através de cirurgia fetal endoscópica.

### Mielomeningoceleouespinha bífida
Na espinha bífida a coluna do feto não se fecha completamente a medula espinhal fica exposta ao líquido amniótico durante toda a vida intra-uterina, levando a uma destruição progressiva dos nervos. Isto resulta em variados graus de paralisia, muitas vezes associada a hidrocefalia (excesso de líquido no cérebro) após o nascimento. O objetivo da cirurgia fetal é proteger (cobrindo ou fechando) a medula exposta para reduzir a lesão dos nervos. Está nova técnica, menos agressiva a para a mãe, tem demonstrado resultados superiores também para o feto, e teve seus resultados publicados na literatura médica em setembro de 2015.

### Gastrosquise
A possibilidade de tratamento da gastrosquise por fetoscopia ainda esta sendo estudada, mas pode se tornar em breve uma das suas novas aplicações.